# Hans Leetsch
Hans Leetsch – auch Johannes (* 29. Juli 1906 in Berlin; † 14. August 1997 in Gießen) war ein deutscher Politikwissenschaftler, Offizier im Sicherheitsdienst der NSDAP und Referatsleiter im Reichssicherheitshauptamt.

## Leben
Hans oder Johannes Leetsch machte nach seinem Schulabschluss eine kaufmännische Ausbildung und schloss diese ab. Danach begann er ein Studium der Wirtschaftswissenschaften, das er mit dem akademischen Grad eines Dr. rer pol. beendete. Zum 1. Mai 1932 trat er der NSDAP bei (Mitgliedsnummer 1.096.785). Etwas später trat er auch der SS bei (SS-Nummer 107.486). Im Organigramm des Sicherheitsdienstes-Hauptamt von 1936 wurde er im Referat II 237 als SS-Untersturmführer gelistet. Das Referat gehört zum Amt II 2 (Materielles Leben). Sein Vorgesetzter war hier SS-Obersturmbannführer Rudolf Heuckenkamp (* 1900). Zum SS-Obersturmbannführer wurde Leetsch später befördert.
Nach der Gründung des Reichssicherheitshauptamtes wurde Hans Leetsch im Organigramm von Anfang 1941 als Referatsleiter im Amt III, Referat D 4 (Arbeit- und Sozialwesen) genannt. Das Amt III (Deutsche Lebensgebiete) wurde zu dieser Zeit von SS-Staffelführer Otto Ohlendorf geleitet. Sein direkter Vorgesetzter, der Gruppenleiter von III D (Wirtschaft), war SS-Sturmbannführer Heinrich Seibert. Im Juni desselben Jahres wurde Leetsch zur Einsatzgruppe D – Sowjetrussland – kommandiert. Sie stand unter dem Kommando seines früheren Amtschefs Otto Ohlendorf. Sein damaliger Gruppenleiter Heinrich Seibert gehörte ebenfalls zur Einsatzgruppe. Nach Ende des Einsatzes verblieb Leetsch beim Kommandeur der Sicherheitspolizei und des Sicherheitsdienstes für das besetzte Gebiet. Ab Juli 1942 übernahm er die Leitung der Abteilung III im Gruppenstab der Einsatzgruppe D. Zugleich war er damit Stellvertreter des Einsatzgruppenleiters Walther Bierkamp. In dieser Zeit gehörte er der Kampfgrupp „Walther Bierkamp“ an. Das Kommando übernahm er von SS-Sturmbannführer Heinrich Seibert. In diesem Amt war er im August 1942 persönlich an der Ermordung der Juden von Woroschilowsk beteiligt. Im Mai 1945 gehörte Leetsch mit zu der Gruppe der Regierung Dönitz mit Sitz in Flensburg, die einen neuen deutschen Nachrichtendienst aufbauen sollte. An dieser Gruppe, unter der Führung von Otto Ohlendorf, waren 59 Offiziere und 170 Personen mit Unteroffiziers- oder Mannschaftsdienstgraden beteiligt.

## In der Bundesrepublik Deutschland
Unmittelbar nach Kriegsende war es Leetsch vermutlich gelungen unterzutauchen. Erst 1947 erfolgte seine Internierung. Aus dieser wurde er nach etwa einem Jahr entlassen und konnte in Lehrte eine Prokuristenposition bei einer dort angesiedelten Maschinenbaufirma einnehmen. Anfang der 1950er Jahre war er als V-Mann der Organisation Gehlen (OG) tätig. Für diese nachrichtendienstliche Informationsbeschaffung hatte ihn Wilhelm-Heinrich Schmitz (1903–1968) angeworben. Später gehörte er zur Außenorganisation Bremen. Zur Fortsetzung der damit für ihn verbundenen politischen Einflussmöglichkeiten hatte er sich 1957/1958 beim Bundesnachrichtendienst (BND) für eine Einstellung beworben. Wegen seiner NS-Vergangenheit blieb er in der Ebene von Außenstellen und eines V-Mannführers beim BND. Nach mehrfachen internen Untersuchungen kamen die Personalverantwortlichen der Behörde zu dem Schluss, dass er für eine höhere Tätigkeit politisch nicht tragbar ist. Im Jahr 1967 erhielt er deshalb eine Kündigung, aber erst nach mehreren Nachverhandlungen war es möglich zwischen beiden Vertragspartnern einen Aufhebungsvertrag zu vereinbaren. Die im dabei zugebilligte Abfindung errechnete sich aus der Summe der ihm bis zur Pensionierung noch zustehenden Monatsbezüge.